# Omicronema litorium
Omicronema litorium är en rundmaskart som beskrevs av Nathan Augustus Cobb 1920. Omicronema litorium ingår i släktet Omicronema och familjen Monhysteridae. Inga underarter finns listade i Catalogue of Life.